# Museo delle terre di confine
Il Museo delle terre di confine è un museo demo-etno-antropologico comunale di Sonnino dedicato al tema del confine.

## Storia
Il museo è stato inaugurato il 26 luglio 2008 dall'amministrazione comunale di Sonnino all'interno di un palazzo storico appartenuto alla famiglia Mancini su progetto architettonico di Elio Falcone e Roberto Cellini e progetto scientifico-museografico di Vito Lattanzi e Vincenzo Padiglione.

## Descrizione
Tema centrale del museo è il concetto di confine, richiamo alla storica collocazione geografica di Sonnino sul confine tra Stato Pontificio e Regno delle Due Sicilie. La frontiera ha infatti un ruolo storico, in particolare in merito alle dispute territoriali, sia un ruolo etno-antropologico legato al brigantaggio (Antonio Gasbarrone di Sonnino, Fra Diavolo di Itri e Alessandro Massaroni di Vallecorsa) e alle manifestazioni culturali, come la processione delle torce che si svolge ogni anno in occasione dell'Ascensione lungo i confini di Sonnino.
L'allestimento è organizzato in varie stanze scenografiche, con la finalità di legare storia ed etnografia, interpretazioni e significati, in modo da fornire al visitatore uno spazio di riflessione sul significato di identità e di cambiamento.

## Percorso espositivo

### Terra di confine perché?
- Sala 1: il confine dal punto di vista socioculturale e linguistico.[4]
- Sala 2: il confine territoriale con testimonianze video.[5]
- Sala 3: Sonnino e il Grand Tour ottocentesco.[5]

### Patrimonio rappresentato / Territorio vissuto
- Sala 4: le Torce, processione che ripercorre i confini territoriali.[6][7]
- Sala 5: 1819, Pio VII ordina la distruzione del paese per risolvere il problema del brigantaggio.[8]
- Sala 6: il fiume Amaseno, un confine naturale spesso causa di dispute con Priverno.[9][10]

### Personaggi di frontiera
- Sala 7: Maria Grazia, "brigantessa" incarcerata a Roma, diventa la modella di molti pittori dell'epoca.[11][12][13][14]
- Sala 8: Antonio Gasbarrone, il "Robin Hood" sonninese.[15]
- Sala 9: Giacomo Antonelli, l'ultimo segretario di Stato dello Stato Pontificio.[16]

### Parole e immagini dell'altrove
- Sala 10: 2049, immaginare Sonnino proiettato nel futuro.[17]

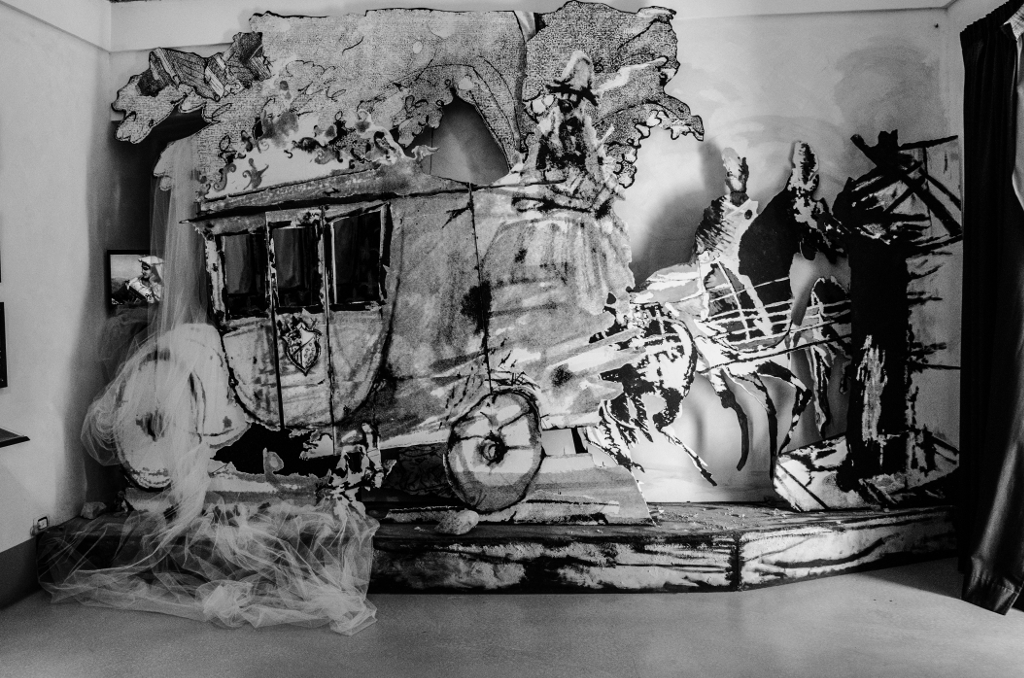
Sala 3
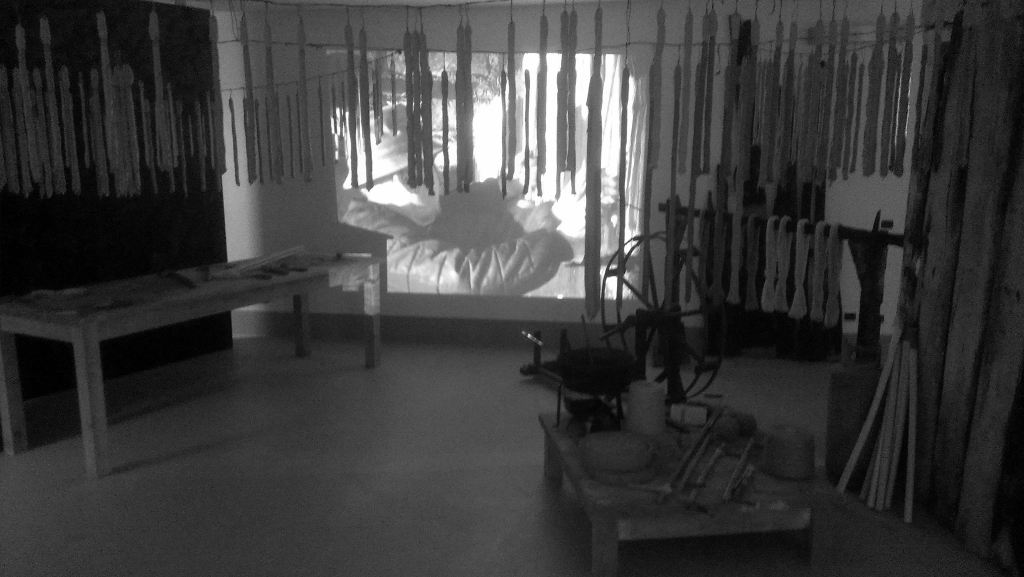
Sala 4
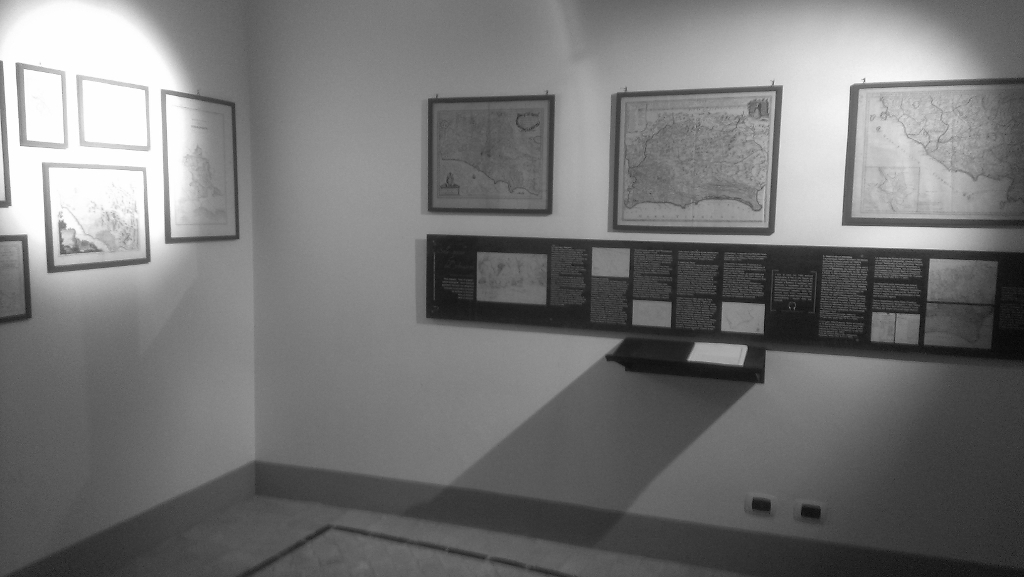
Sala 6
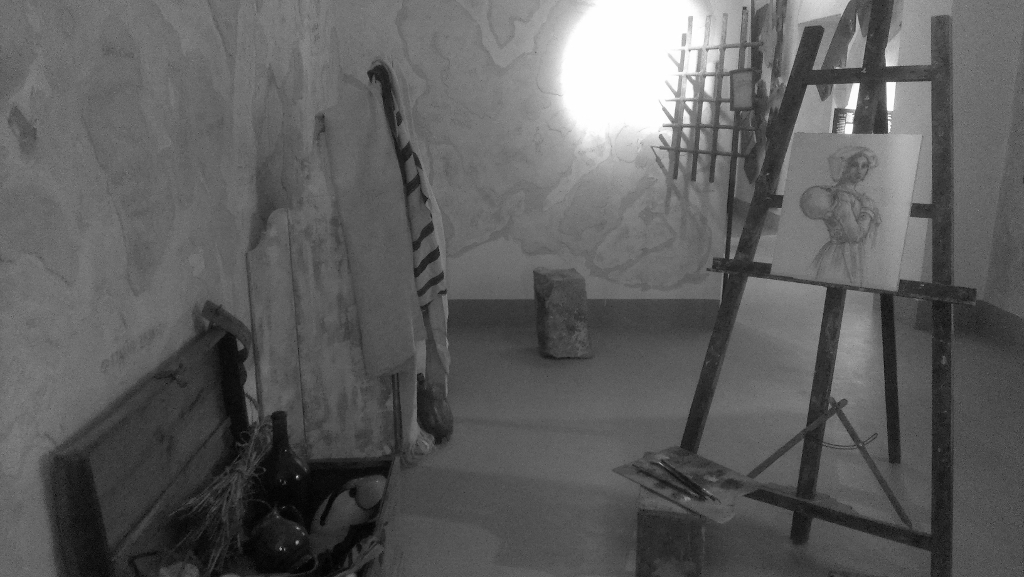
Sala 7
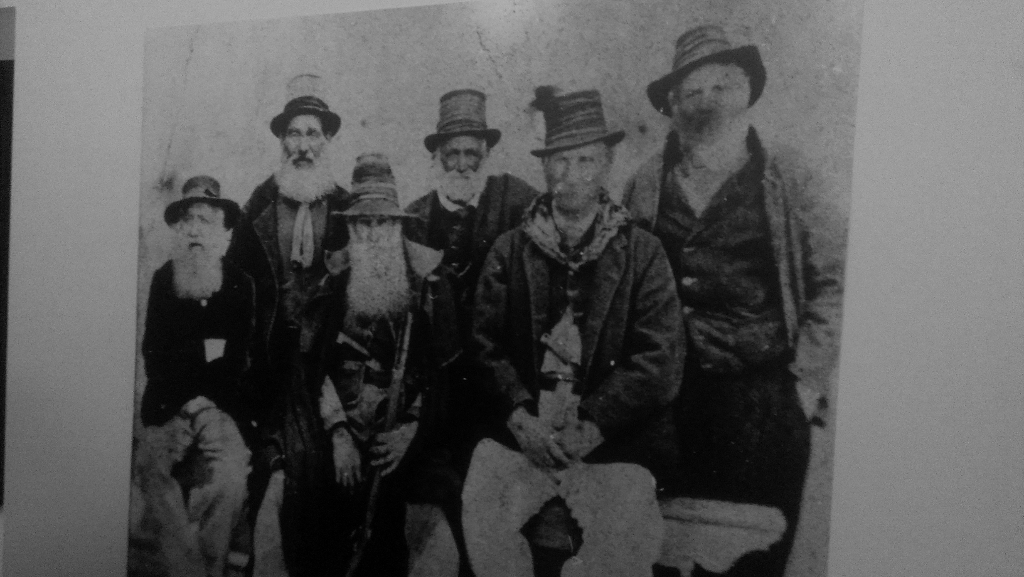
Sala 8
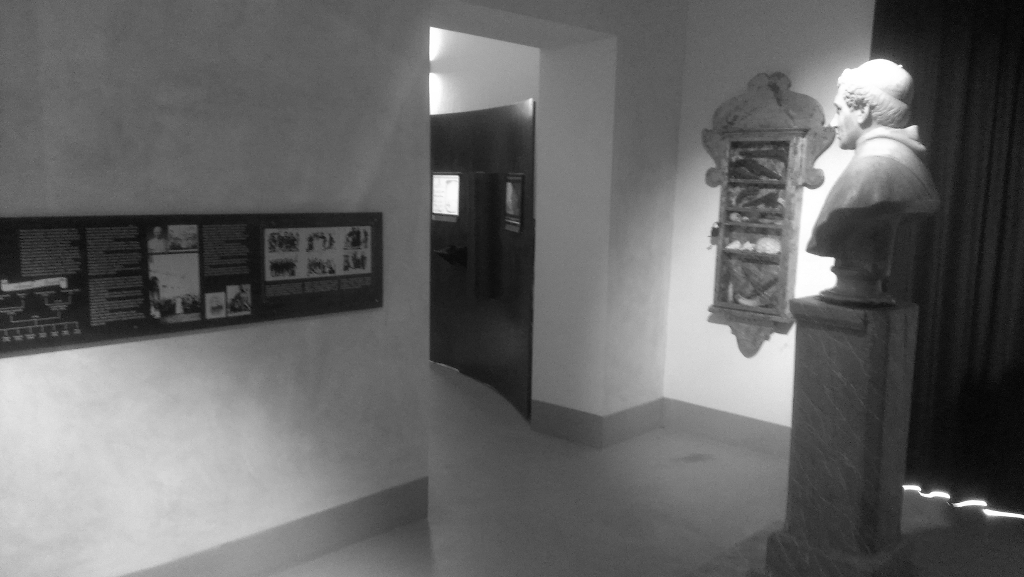
Sala 9